# Неескенс Кебано
Неескенс Кебано (фр. Neeskens Kebano; нар. 10 березня 1992, Монтеро-Фо-Іонн, Франція) — конголезький футболіст, півзахисник національної збірної Демократичної Республіки Конго та  клубу «Аль-Джазіра».

## Клубна кар'єра
У дорослому футболі дебютував 2011 року виступами за команду клубу «Парі Сен-Жермен».
Згодом з 2012 по 2016 рік грав у складі команд клубів «Кан», «Шарлеруа» та «Генк».
До складу клубу «Фулгем» приєднався 2016 року.

## Виступи за збірні
З 2008 по 2011 рік грав за юнацькі збірні Франції U17, U18 та U19. Усього взяв участь у 23 іграх на юнацькому рівні, відзначившись 4 забитими голами.
Протягом 2011–2012 років залучався до складу молодіжної збірної Франції. На молодіжному рівні зіграв у 6 офіційних матчах.
2014 року дебютував в офіційних матчах у складі національної збірної Демократичної Республіки Конго. Наразі провів у формі головної команди країни 35 матчів, забивши 6 голів.
У складі збірної був учасником Кубка африканських націй 2015 року в Екваторіальній Гвінеї, Кубка африканських націй 2017 року у Габоні.

## Титули і досягнення
- Бронзовий призер Кубка африканських націй: 2015